# Fear play

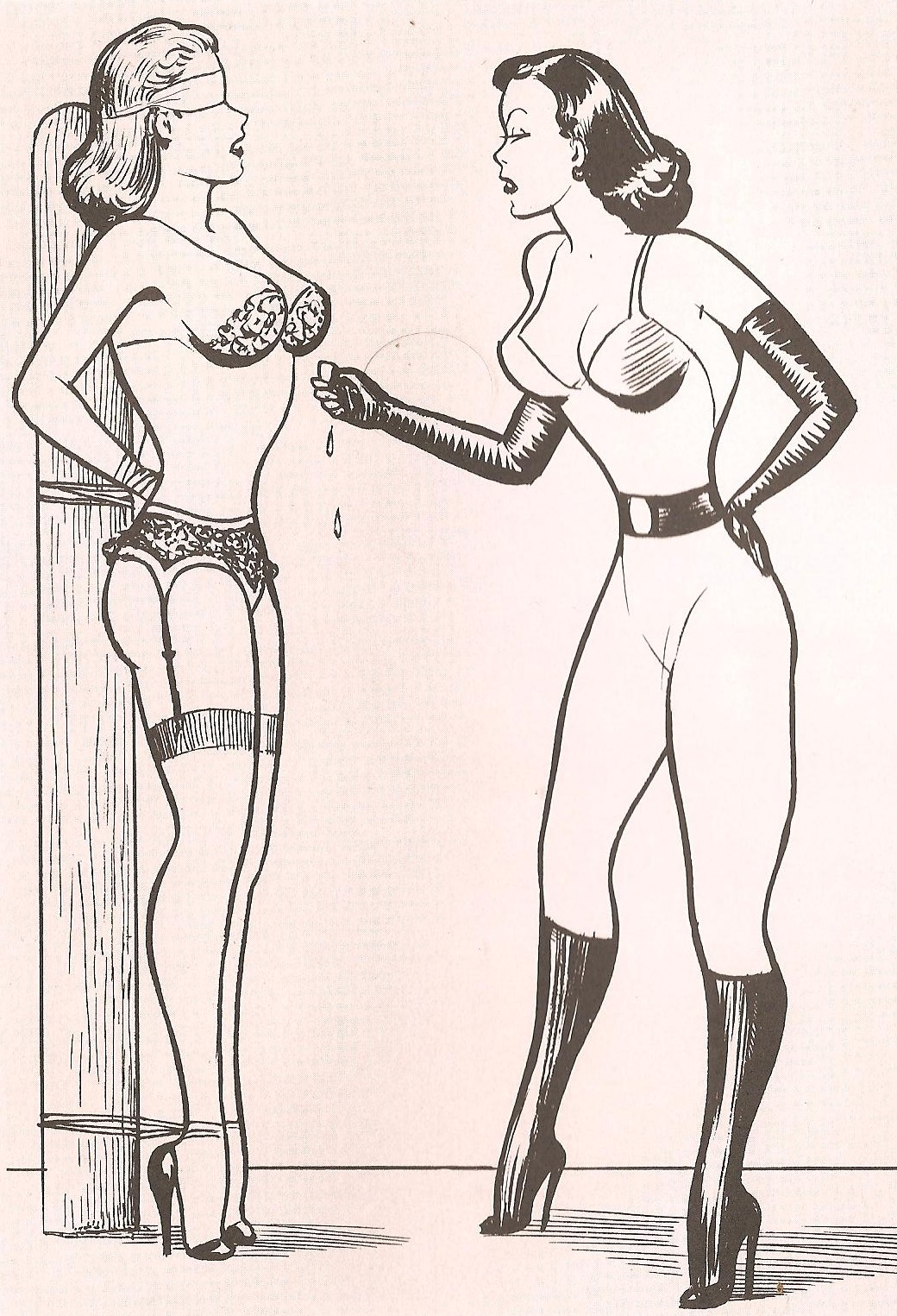
Ilustração da década de 1950 feita por Joe Shuster com uma mulher aterrorizada, vendada e amarrada num cenário de dominação e submissão.

Fear play é qualquer atividade sexual consensual que envolve o uso do medo para criar excitação sexual. Alguns tipos de fear play utilizam os receios e medos emocionais preexistentes em uma pessoa, enquanto outros trabalham num nível mais físico.

## Definição
Diferentemente das práticas sadomasoquistas, o fear play não oferece ao sujeito prazer ou excitação atráves da liberação de endorfinas, mas sim um estado mental aterrorizado que desencadeia uma liberação de adrenalina. Alguns comparam seu papel ao de filmes de terror, sendo algo que fornece uma saída inofensiva para se sentir assustado. Outros comparam a adrenalina do fear play com a sensação de algumas práticas populares como montanhas-russas e esportes radicais que geralmente também fornecem uma alta liberação de adrenalina.

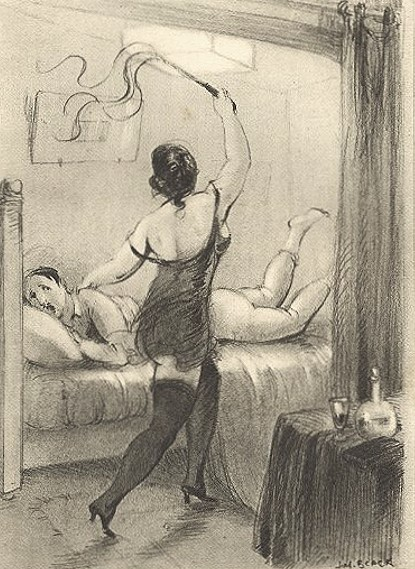
Ilustração criada pelo artista belga Luc Lafnet em 1931 onde há um homem com uma expressão de medo momentos antes de receber uma chicotada num ato sadomasoquista.

Em 1974, os psicólogos Arthur Aron e Donald Dutton realizaram um estudo mostrando como a experiência do medo altera o senso de atração sexual. Eles fizeram homens atravessar uma ponte pênsil (que induziria a sensação de medo) e uma ponte comum (que não induziria medo). Alguns homens foram abordados por uma mulher logo após terminar de cruzar a ponte, os demais foram abordados somente após terem tempo suficiente para descansar e terem os batimentos cardíacos e respiração de volta ao normal. O estudo concluiu que os homens que foram abordados logo após terminarem de atravessar a ponte pênsil sentiram mais atração sexual devido ao medo ter proporcionado condições de alta ansiedade.

## A prática
O fear play é muitas vezes considerado como um edgeplay, uma categoria do BDSM para designar práticas que possuem alto risco físico ou psicológico. Embora os limites dos praticantes sejam estabelecidos nesse tipo de jogo sexual, eles podem acabar sendo empurrados em algumas cenas de edgeplay para aumentar a excitação sexual à medida que o sujeito fica excitado com a sensação de desamparo.
O conceito do CNC (abreviação de Consensual Non-Consent, que em português significa "não-consentimento consensual") é comumente aplicado ao fear play como forma de simular consensualmente um cenário não-consensual dentro de uma prática sexual. Isso pode incluir encenações sexuais envolvendo sequestro ou interrogatório, por exemplo. Rape play, prática que visa simular um ato sexual forçado, e castration play, prática que visa simular ameaças de castração e/ou simular temporariamente os efeitos ou o procedimento de castração, também são exemplos de atividades BDSM que costumam utilizar o CNC e consequentemente liberam adrenalina através da sensação de medo.
Knife play é uma prática que utiliza facas, estiletes, espadas ou outros objetos cortantes para provocar reações mentais ou físicas, portanto, está constantemente associada ao fear play. Gunplay tem uma natureza similar ao knife play, porém, utiliza armas de fogo nas encenações sexuais dentro do fear play.
Práticas de bondage que visam imobilizar o parceiro também podem ser, em alguns casos, conciliadas com atividades fear play. O fear play também pode ser agregado à práticas sadomasoquistas ao conciliar o medo em receber determinada dor com a aplicação da dor em si.